# Harveyville, Kansas
Harveyville là một thành phố thuộc quận Wabaunsee, tiểu bang Kansas, Hoa Kỳ. Năm 2010, dân số của xã này là 236 người.

## Dân số
Dân số các năm:
- Năm 2000: 267 người
- Năm 2010: 236 người